# Laleu (Orne)
Laleu è un comune francese di 382 abitanti situato nel dipartimento dell'Orne nella regione della Normandia.

## Società

### Evoluzione demografica
Abitanti censiti